# Firas Al-Khatib
Firas Mohamad Al-Khatib (en árabe: فراس محمد الخطيب‎; 9 de junio de 1983, Homs, Siria) es un exfutbolista  sirio que se desempeñaba como delantero y actualmente es el máximo goleador de su selección con 36 tantos y el máximo goleador histórico de la Liga Premier de Kuwait con 156 goles. Actualmente es el entrenador del Al-Fahaheel FC de la Liga Premier de Kuwait.

## Trayectoria
Al Khatib comenzó su carrera profesional en su país con el Al Karamah FC, en la temporada 2000-01. El 6 de octubre de 2000 marcó su primer gol en el partido de la Premier League de Siria contra el Al-Fotuwa SC, que terminó 1-1.
En agosto de 2002 fue transferido al club kuwaití Al Nasr SC, que jugaba en la Liga Premier de Kuwait por primera vez. Luego se trasladó a Al-Arabi SC en el mismo país.
Con el Al-Arabi SC ganó 3 veces la Copa del Emir de Kuwait, dos veces la Copa de la Corona de Kuwait y la Supercopa de Kuwait una vez, anotó 134 goles en seis temporadas y se convirtió en una leyenda dentro de la historia del club.
En junio de 2005 fue cedido al Al-Ahli de Catar por un partido en el que jugó junto a Pep Guardiola.
El 24 de agosto de 2009 Al Khatib se trasladó al Al-Qadsia SC en la Liga Premier de Kuwait con su antiguo compañero de equipo Jehad Al-Hussain y firmó un contrato de dos años. 
En julio de 2012 participó en tres partidos con el Nottingham Forest de Inglaterra, anotando una vez en un ensayo. Impresionó tanto al director Sean O'Driscoll que el club intentó ficharlo de forma permanente, pero él se negó y el club no fue capaz de conseguirlo.
El 10 de septiembre de 2012 firmó con el Zakho FC de la Liga Premier de Irak, con el que anotó dos veces con tiros libres.
Se fue de Irak para unirse al Shanghái Greenland en febrero de 2013, donde anotó 12 goles.
Al final de la temporada de fútbol 2013-14 quedó libre de todo compromiso y regresó a Kuwait, y no aceptó la oferta del Kuwait SC para ficharlo, y aceptó jugar con Al-Arabi SC en un acuerdo de 2 años.
Aunque en el primer derby de Al-Salmiya SC contra el Al- Arabi SC su equipo perdió por 3-2 y cayó al segundo lugar en el Firas, Al-Khatib anotó su gol número 100. 
Terminó esta temporada con 20 goles, compartiendo ese récord con el máximo goleador de la Premier League 2014-15 VIVA con Patrick Fabiano.
La temporada terminó con 24 goles en todas las competiciones.

## Selección nacional
Al Khatib ha sido un habitual de la selección de fútbol de Siria desde 2001 a 2012. Su debut internacional fue en la clasificación para la Copa Mundial de la FIFA 2002, cuando entró como sustituto de Khaled Al Zaher en el partido contra Filipinas en 4 de mayo de 2001 en el estadio Al-Hamadaniah en Alepo. El 11 de mayo de 2001 marcó un gol en el partido de clasificación de la Copa Mundial de la FIFA 2002 contra Laos, el partido terminó 9-0 para Siria.
De 2012 a 2017, Al-Khatib boicoteó al equipo nacional de fútbol sirio para protestar contra el presidente Bashar al-Assad, por los bombardeos y la hambruna provocada por su régimen, en la ciudad natal de Khatib de Homs, como respuesta a las protestas masivas pacíficas en el 2011. El 23 de marzo de 2017, volvió a unirse al equipo nacional de fútbol sirio con pleno apoyo de Al-Assad.
El 5 de septiembre de 2019, Al Khatib jugó contra Filipinas en la clasificación de la Copa Mundial de la FIFA 2022. Por lo tanto, se convirtió en el primer futbolista asiático y séptimo en total en participar en seis clasificatorios diferentes para la Copa Mundial, otros futbolistas son: Gianluigi Buffon, Essam El Hadary, Pat Jennings, Russell Latapy, Víctor René Mendieta Ocampo y Dwight Yorke .